# Instytut Polski w Paryżu
Instytut Polski w Paryżu (fr. Institut Polonais de Paris) – polska placówka kulturalna w Paryżu podlegająca Ministerstwu Spraw Zagranicznych RP założona w 1979.
Prowadzi współpracę z Polskim Instytutu Sztuki Filmowej, Instytutem Książki, w Instytutem Teatralnym im. Zbigniewa Raszewskiego, Narodowym Instytutem Fryderyka Chopina i Instytutem Adama Mickiewicza. Zajmuje się promocją kultury, nauki i sztuki polskiej we Francji. Zajmuje się też współpracą kulturalną, współpracą naukową i techniczną między Polską a Francją.
Od 1979 roku Instytut mieści się w budynku przy rue Jean Goujoun 31.  W 1932 roku budynek w którym mieszkał Aleksander Colonna Walewski kupił Bank Polski (obecnie są to dwa połączone budynki nr 29 i 31). Po II wojnie światowej mieścił się tu konsulat, a na podstawie umowy z 19 lipca 1979 Instytut Polski. W 2023 roku rozpoczął się remont budynku, dlatego Instytut tymczasowo przeniósł się na rue de la Faisanderie. 

## Dyrektorzy
- 1984–1986 – Krystyna Marszałek-Młyńczyk
- 1986–1989 – Tadeusz Wegner[potrzebny przypis]
- 1990–1996 – Bogusław Sonik
- 2000–2006 – Jadwiga Czartoryska
- 2007–2009 – Beata Podgórska, p.o. dyrektor
- 2009–2010 – Marek Chojnacki
- 2010–2012 – Klaudia Podsiadło(inne języki)
- 2013–2016 – Joanna Karasek
- 2016–2023 – Anna Biłos(inne języki)
- 2023–2025 – Joanna Wajda(inne języki)
- od 2025 – Małgorzata Maria Grąbczewska[4]